# Asplundia dussii
Asplundia dussii är en enhjärtbladig växtart som beskrevs av Gunnar Wilhelm Harling. Asplundia dussii ingår i släktet Asplundia och familjen Cyclanthaceae. Inga underarter finns listade.

## Bildgalleri

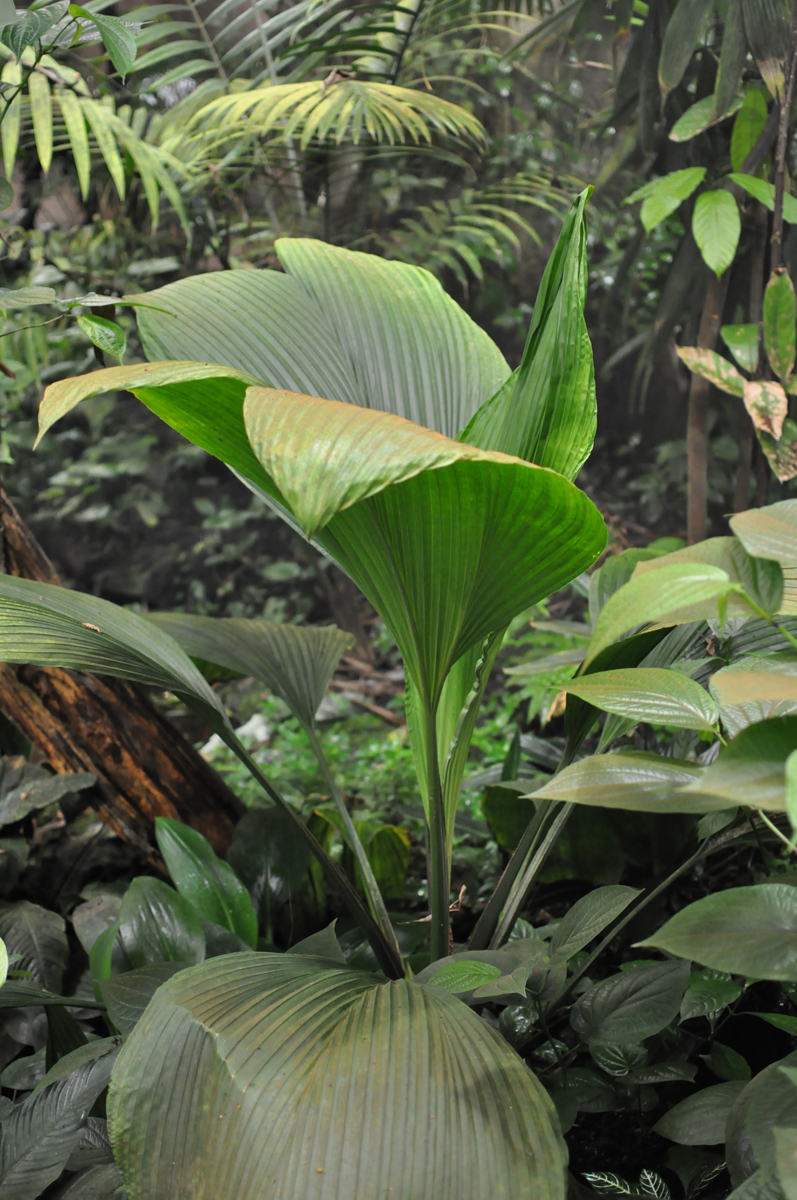